# Wnt16
Das Wnt16-Protein ist ein sezerniertes Protein aus dem Wnt-Signalweg, das in Mehrzellern unter anderem der Steuerung der Entwicklung dient. Wnt16 existiert in zwei Isoformen, Wnt16A wird im Pankreas produziert und Wnt16B wird in Zellen des lymphatischen Systems (mit Ausnahme des Knochenmarks) sowie in der Niere hergestellt.

## Eigenschaften
Wnt16B ist ein Marker für Zellseneszenz, das die Aktivität von p53 und des Proteinkinase-B-Signalwegs reguliert. Weiterhin reguliert Wnt16 die Knochendichte, die kortikale Knochendicke, die Bruchfestigkeit der Knochen und das Bruchrisiko bei einer Osteoporose.
Wnt16B wird bei Mäusen während einer Chemotherapie induziert. Dieses Protein kann bei Mäusen das Wachstum von Prostata-Krebszellen fördern und sie vor weiterer Behandlung schützen. Die beschädigten Zellen geben das Protein per Sekretion an die Umgebung ab. Das abgesonderte WNT16B interagiert mit den Tumorzellen in der Nähe und ermöglicht ihnen zu wachsen, was eine Therapieresistenz bewirken kann. Das Ergebnis eines Mausmodells lässt sich nicht automatisch auf Menschen übertragen. Es ist noch nicht bekannt, ob der beobachtete Effekt in einer Tumortherapie des Menschen ebenfalls auftritt.
Wnt16 wird zweifach palmitoyliert, zuerst an S227 und anschließend an C81, wodurch es zu einem membranständigem Protein wird und nach Exozytose an der Zelloberfläche gebunden bleibt. Wnt16 wird an N143, N189 und N311 N-Glykosyliert.